# Rıdvan Yılmaz
Rıdvan Yılmaz (Gaziosmanpaşa, 21 mei 2001) is een Turks voetballer die doorgaans speelt als linksback. In juli 2022 verruilde hij Beşiktaş voor Rangers. Yılmaz maakte in 2021 zijn debuut in het Turks voetbalelftal.

## Clubcarrière
Yılmaz speelde vanaf zijn achtste levensjaar in de jeugdopleiding van Beşiktaş. Bij deze club maakte hij zijn debuut in het seizoen 2018/19, toen hij op 8 april 2019 voor het eerst mocht meespelen, op bezoek bij Çaykur Rizespor. Namens die club scoorden Vedat Muriqi en Mohamed Abarhoun, maar door doelpunten van Domagoj Vida, Adem Ljajić (tweemaal), Burak Yılmaz en Güven Yalçın (driemaal) won Beşiktaş het duel met 2–7. Yılmaz moest van coach Şenol Güneş als reservespeler aan de wedstrijd beginnen en hij viel twee minuten voor tijd in voor Ljajić. Zijn eerste doelpunt maakte Yılmaz op 1 mei 2021, in het eigen Beşiktaş Park tegen Hatayspor. Na een eigen doelpunt van Babajide David, twee treffers van Cyle Larin en eentje van Georges-Kévin N'Koudou zorgde de linksback op aangeven van Valentin Rosier voor de vijfde treffer. Doordat Larin nog tweemaal tot scoren kwam, won Beşiktaş het duel met 7–0. In het seizoen 2020/21 won Yılmaz zijn eerste prijzen. Dat seizoen werd Beşiktaş zowel landskampioen als bekerwinnaar.
In juli 2022 tekende hij een vijfjarig contract bij de Schotse club Rangers, dat circa vijf miljoen euro voor hem betaalde.

## Clubstatistieken
| Seizoen | Club     | Competitie  | Competitie | Competitie | Beker | Beker | Internationaal | Internationaal | Totaal | Totaal |
| Seizoen | Club     | Competitie  | Wed.       | Dlp.       | Wed.  | Dlp.  | Wed.           | Dlp.           | Wed.   | Dlp.   |
| ------- | -------- | ----------- | ---------- | ---------- | ----- | ----- | -------------- | -------------- | ------ | ------ |
| 2018/19 | Beşiktaş | Süper Lig   | 1          | 0          | 0     | 0     | 0              | 0              | 1      | 0      |
| 2019/20 | Beşiktaş | Süper Lig   | 6          | 0          | 1     | 0     | 0              | 0              | 7      | 0      |
| 2020/21 | Beşiktaş | Süper Lig   | 18         | 1          | 2     | 0     | 1              | 0              | 21     | 1      |
| 2021/22 | Beşiktaş | Süper Lig   | 27         | 3          | 4     | 0     | 2              | 0              | 33     | 3      |
| 2022/23 | Rangers  | Premiership | 9          | 0          | 4     | 0     | 2              | 0              | 15     | 0      |
| 2023/24 | Rangers  | Premiership | 26         | 1          | 5     | 1     | 2              | 0              | 33     | 2      |
| 2024/25 | Rangers  | Premiership | 17         | 0          | 3     | 0     | 9              | 0              | 29     | 0      |
| Totaal  | Totaal   | Totaal      | 104        | 5          | 19    | 1     | 16             | 0              | 139    | 6      |

Bijgewerkt op 18 april 2025.

## Interlandcarrière
Yılmaz maakte zijn debuut in het Turks voetbalelftal op 27 mei 2021, toen een vriendschappelijke wedstrijd gespeeld werd tegen Azerbeidzjan. Emin Mahmudov opende de score namens de Azerbeidzjanen. Turkije won het duel alsnog met 2–1 door doelpunten van Kaan Ayhan en Halil Dervişoğlu (eveneens Galatasaray), die net als Altay Bayındır (Fenerbahçe), Gökhan Akkan (Çaykur Rizespor) en Kerem Aktürkoğlu (Galatasaray) ook zijn debuut maakte in deze wedstrijd. Yılmaz mocht van bondscoach Şenol Güneş in de basisopstelling beginnen en hij werd in de rust gewisseld ten faveure van Efecan Karaca.
Yılmaz werd in juni 2021 door Güneş opgeroepen voor de Turkse selectie op het uitgestelde EK 2020. Op het toernooi werd Turkije uitgeschakeld in de groepsfase, na nederlagen tegen Italië (0–3), Wales (0–2) en Zwitserland (3–1). Yılmaz kwam niet in actie. Zijn toenmalige teamgenoten Dorukhan Toköz (eveneens Turkije) en Domagoj Vida (Kroatië) waren ook actief op het EK.
| Interlands van Rıdvan Yılmaz voor Turkije | Interlands van Rıdvan Yılmaz voor Turkije | Interlands van Rıdvan Yılmaz voor Turkije | Interlands van Rıdvan Yılmaz voor Turkije | Interlands van Rıdvan Yılmaz voor Turkije | Interlands van Rıdvan Yılmaz voor Turkije |
| №                                         | Datum                                     | Wedstrijd                                 | Uitslag                                   | Competitie                                | Goals                                     |
| Als speler bij Beşiktaş                   | Als speler bij Beşiktaş                   | Als speler bij Beşiktaş                   | Als speler bij Beşiktaş                   | Als speler bij Beşiktaş                   | Als speler bij Beşiktaş                   |
| ----------------------------------------- | ----------------------------------------- | ----------------------------------------- | ----------------------------------------- | ----------------------------------------- | ----------------------------------------- |
| 1                                         | 27 mei 2021                               | Turkije – Azerbeidzjan                    | 2 – 1                                     | Vriendschappelijk                         |                                           |
| 2                                         | 31 mei 2021                               | Turkije – Guinee                          | 0 – 0                                     | Vriendschappelijk                         |                                           |
| 3                                         | 4 september 2021                          | Gibraltar – Turkije                       | 0 – 3                                     | WK 2022 kwalificatie                      |                                           |
| 4                                         | 11 oktober 2021                           | Letland – Turkije                         | 1 – 2                                     | WK 2022 kwalificatie                      |                                           |
| 5                                         | 13 november 2021                          | Turkije – Gibraltar                       | 6 – 0                                     | WK 2022 kwalificatie                      |                                           |
| 6                                         | 29 maart 2022                             | Turkije – Italië                          | 2 – 3                                     | Vriendschappelijk                         |                                           |
| Als speler bij Rangers                    |                                           |                                           |                                           |                                           |                                           |
| 7                                         | 22 maart 2024                             | Hongarije – Turkije                       | 1 – 0                                     | Vriendschappelijk                         |                                           |

Bijgewerkt op 8 april 2025.

## Erelijst
| Competitie          |          |          |          |          |
| Competitie          | Aantal   | Jaren    |          |          |
| Beşiktaş            | Beşiktaş | Beşiktaş | Beşiktaş | Beşiktaş |
| ------------------- | -------- | -------- | -------- | -------- |
| Süper Lig           | 1        | 2020/21  |          |          |
| Türkiye Kupası      | 1        | 2020/21  |          |          |
| Süper Kupa          | 1        | 2021     |          |          |
| Rangers             |          |          |          |          |
| Scottish League Cup | 1        | 2023/24  |          |          |